# Bernard Kouchner
Bernard Kouchner (ur. 1 listopada 1939 w Awinionie) – francuski lekarz gastroenterolog i polityk. Współzałożyciel organizacji charytatywnych Lekarze bez Granic i Lekarze Świata, minister w różnych resortach, w tym od 2007 do 2010 minister spraw zagranicznych.

## Życiorys
Urodził się w religijnej rodzinie. Jego ojciec był żydem, a matka wyznania protestanckiego. Dziadkowie ze strony ojca zginęli w Auschwitz-Birkenau.
W czasie studiów rozpoczął swoją polityczną karierę jako członek Francuskiej Partii Komunistycznej (PCF), z której został wydalony w 1966. Wybierając zawód lekarza, kontynuował tradycję rodzinną ojca. Pracował jako lekarz dla Czerwonego Krzyża w Biafrze w 1968 (podczas nigeryjskiej wojny domowej). W 1971 założył organizację Lekarze bez Granic (MSF), a w 1980, po konflikcie z przewodniczącym MSF Claude’em Malhuretem – organizację Lekarze Świata. Podpisał „apel osiemnastu”, który został opublikowany 18 czerwca 1976 przez dziennik „Libération” i nawoływał do depenalizacji posiadania marihuany we Francji. Zadeklarował się jako zwolennik eutanazji (krytykując jednocześnie taką nazwę). Przyznał, że podczas misji w Libanie i Wietnamie stosował aktywną eutanazję. Stanął też w obronie Christine Malèvre, pielęgniarki z francuskiej miejscowości Mantes-la-Jolie, która dokonywała samowolnej bezprawnej eutanazji (a która została ostatecznie skazana za dokonanie sześciu zabójstw).
Z jego inicjatywy Francja przedstawiła, a Zgromadzenie Ogólne ONZ w grudniu 1987 przyjęło deklarację na temat prawa dostępu lekarzy i organizacji niosących pomoc humanitarną do krajów ogarniętych pożogą wojenną lub dotkniętych katastrofami naturalnymi.
W latach 1988–1992 Bernard Kouchner sprawował urząd ministra ds. pomocy humanitarnej w rządzie socjalistów. 2 kwietnia 1992 został mianowany ministrem zdrowia w rządzie socjalisty Pierre’a Bérégovoy. Zajmował to stanowisko do 29 marca 1993. Funkcję ministra zdrowia pełnił ponownie w latach 1997–1999 oraz 2001–2002. Od 1994 do 1997 był członkiem Parlamentu Europejskiego z ramienia Partii Socjalistycznej.
W lipcu 1999 na podstawie rezolucji Rady Bezpieczeństwa sekretarz generalny Organizacji Narodów Zjednoczonych Kofi Annan powołał go na pierwszego specjalnego przedstawiciela ONZ kierującego tymczasową administracją w Kosowie. Funkcję tę Bernard Kouchner sprawował do stycznia 2001. W tym czasie miał za zadanie stworzyć nową cywilną administrację w tej prowincji, a także wspierać odbudowę gospodarki. Został zastąpiony przez duńskiego socjaldemokratę Hansa Hækkerupa.
W 2005 był kandydatem Francji na stanowisko wysokiego komisarza ONZ ds. uchodźców, jednak ostatecznie funkcję tę objął były premier Portugalii António Guterres. W 2006 został przedstawiony przez Francję jako jej kandydat na stanowisko dyrektora generalnego Światowej Organizacji Zdrowia (WHO). Również tym razem na stanowisko wybrano innego kandydata – Margaret Chan z Chin.
18 maja 2007 po wygranych przez Nicolasa Sarkozy’ego wyborach prezydenckich i sformowaniu nowego centroprawicowego rządu François Fillona, został mianowany ministrem spraw zagranicznych. W tym samym dniu został wykluczony z Partii Socjalistycznej. 13 listopada 2010 odszedł z rządu.

## Odznaczenia i wyróżnienia
- Order Wolności (Kosowo, 2004)[7]
- Krzyż Komandorski z Gwiazdą Orderu Zasługi Rzeczypospolitej Polskiej (Polska, 2011)[8]
- Medal „Zasłużony dla Tolerancji” (2002)[9]